# Aniseiconia
Aniseiconia é a situação em que a imagem vista por um olho é diferente daquela vista pelo outro olho.
A diferença no tamanho ou forma das imagens dos dois olhos  pode ser anatomicamente determinada por uma diferença na distribuição dos elementos da retina ou pode ser um fenômeno óptico que depende da diferença no tamanho das imagens formadas na retina (diferença na refração). 
Além das diferenças de tamanho também ocorrem diferenças de nitidez entre os olhos. 
Quando há uma correção com óculos ou lentes de contato, a diferença de nitidez desaparece, mas a disparidade de tamanho se mantém. Essa disparidade de tamanho, entre imagens retinianas nítidas, recebe o nome de aniseiconia.